# Xbox

Logo Xboxu

Xbox je videoherní značka, kterou vytvořila a vlastní společnost Microsoft. Její součástí je pět domácích herních konzolí, aplikace (hry), streamovací služby, online služba Xbox network a vývojářská divize Xbox Game Studios. Značka byla poprvé představena v listopadu 2001 ve Spojených státech, kdy byla na trhu uvedena první konzole Xbox.
Původní Xbox se stal první herní konzolí nabízenou americkou společností od roku 1996, ve kterém přestala firma Atari Corporation prodávat svá zařízení Atari Jaguar. K květnu 2006 bylo prodáno přes 24 milionů kusů konzole. Druhou herní konzolí Microsoftu se stal Xbox 360, který byl vydán v roce 2005 a k červnu 2014 bylo prodáno 84 milionů kusů. Třetí konzole, Xbox One, byla uvedena v listopadu 2013 a prodalo se jí 50 milionů kusů. V pořadí čtvrtou řadou konzolí, která byla na trhu uvedena v listopadu 2020, jsou Xbox Series X a Series S. Xbox vede Phil Spencer, který na konci března 2014 nahradil Marca Whittena.

## Produkty

### Domácí herní konzole
- Xbox
- Xbox 360
- Xbox One
- Xbox Series X a Series S

#### Příslušenství
- Ovladač pro Xbox
- Ovladač pro Xbox 360
- Bezdrátový ovladač pro Xbox (ovladače pro Xbox One a Xbox Series X a Series S)
- Xbox Adaptive Controller
- Kinect
- Headsety

### Služby
- Xbox network
- Xbox Games Store
- Xbox SmartGlass
- Xbox Cloud Gaming (dříve Project xCloud)
- Xbox Game Pass